# Anatoly Shapiro
Anatoly Pavlovich Shapiro (in russo Анатолий Павлович Шапиро?; Krasnohrad, 18 gennaio 1913 – New York, 8 ottobre 2005) è stato un militare sovietico e un soldato ebreo ucraino dell'esercito dell'Unione Sovietica, che condusse i primi corpi nel campo di concentramento di Auschwitz in Polonia, costruito dai nazisti, durante gli ultimi anni della Seconda guerra mondiale.

## Biografia
Venne premiato con due Ordini della Stella Rossa, due ordini della guerra patriottica di 1° grado, per la liberazione di Cracovia, l'Ordine della Guerra Patriottica di 2° grado e numerose altre medaglie.
Mentre l'Armata Rossa avanzava verso ovest vicino a Oświęcim, i nazisti rafforzarono notevolmente le loro difese, sperando di guadagnare tempo per cancellare i loro crimini nel campo di concentramento di Auschwitz. La divisione appositamente addestrata di 900 uomini di Shapiro guidò questa avanzata e subì pesanti perdite dalla ritirata della Wehrmacht negli ultimi 32 chilometri, raggiungendo le strade protette dalle mine contro Auschwitz il 27 gennaio 1945, dopo avere perso metà della sua divisione nei precedenti giorni di azione.